# Bøgeskov (Fredericia Kommune)
 For alternative betydninger, se Bøgeskov. (Se også artikler, som begynder med Bøgeskov)
Bøgeskov er en landsby i Sydjylland med 320 indbyggere  (2024). Bøgeskov er beliggende nær Vejle Fjord en kilometer vest for Trelde-Østerby, syv kilometer nord for Fredericia og 19 kilometer sydøst for Vejle. Byen tilhører Fredericia Kommune og er beliggende i Region Syddanmark.
Bøgeskov er en del af Trelde området og ligger i Vejlby Sogn.